# Flachslanden-Prozesse
Die Flachslanden-Prozesse waren eine von 1993 bis 1995 andauernde Strafprozessserie vor dem Landgericht Ansbach. 19 Personen aus Flachslanden und Umgebung wurden des massenhaften sexuellen Missbrauchs von Kindern angeklagt, was zur Verurteilung von 13 Beschuldigten mit bis zu 14 Jahren Freiheitsstrafe führte. Sechs Verfahren wurden eingestellt, da den Kindern nach Ansicht des Gerichts keine weitere Verhandlung mehr zugemutet werden konnte.

## Auslöser
Erste Hinweise ergaben sich 1991, als ein fünfjähriges Mädchen gegenüber einer Nachbarin fragwürdige Äußerungen machte. Die Frau des Dorfpfarrers informierte das Schulamt, dies wiederum die Förderschule, auf die die Geschwister des Mädchens gingen. Hieraus ergaben sich jedoch keine Erkenntnisse. Im Jahre 1993 wurden die vier fünf- bis zwölfjährigen Töchter des entsprechenden Ehepaars an verschiedene Pflegefamilien des Landkreises Ansbach verteilt – der Grund war nicht ein Verdacht auf sexuellen Missbrauch, sondern anderweitige unhaltbare Zustände in der Familie. Lediglich der zweijährige Sohn blieb beim Ehepaar. Anfang Februar 1993 berichtete eines der Mädchen in der Schule unmissverständlich von sexuellem Missbrauch zu Hause, woraufhin das Kreisjugendamt Ansbach informiert wurde. Da die Kinder vor dem Ermittlungsrichter wieder schwiegen und die Eltern alles abstritten, wurde das Verfahren zunächst eingestellt. Inzwischen hatten die beiden ältesten Mädchen in den Pflegefamilien soweit Vertrauen gefasst, dass sie unabhängig voneinander, aber fast zeitgleich von Missbrauch in der Familie berichteten: Verwandte und Bekannte hätten sie missbraucht, die Mutter habe sie festgehalten und andere Verwandte hätten „geholfen“, der Mund sei ihnen zugeklebt oder ein Apfel hineingesteckt worden, damit sie nicht schreien konnten. Wenn sie sich wehrten, habe der Vater sie geschlagen. Die Tatorte waren die Wohnung in Flachslanden und die Wohnwagen der Familie auf dem nahegelegenen Campingplatz. Fotos und Videos seien gemacht und auch andere Kinder aus der Verwandtschaft seien missbraucht worden.

## Festnahmen, Prozesse, Medienecho
Am 30. Juni 1993 waren mehr als 100 Polizeibeamte im Einsatz, um 15 Männer und 5 Frauen aus Flachslanden, Ansbach und Nürnberg festzunehmen. Im Oktober 1993 ermittelte die Polizei gegen insgesamt 27 Personen, davon 7 Frauen. 14 Personen kamen in Untersuchungshaft. Das Medienecho war gewaltig, Fernsehteams und Journalisten aus ganz Europa fanden sich in dem kleinen Dorf ein. Teile der Medien nannten die Beschuldigten schon vor der (teilweise nicht erfolgten) Verurteilung mit vollen Namen. Der Spiegel schilderte die Tatvorwürfe in allen Details. Am 24. Februar 1994 begann die Serie an Hauptverhandlungen gegen teilweise geständige Angeklagte, es wurden in den beiden ersten Urteilen Haftstrafen von achteinhalb und dreieinhalb Jahren verhängt. Ausgehend von diesen ersten rechtskräftigen Urteilen versuchten Richter und Staatsanwaltschaft überwiegend mit Erfolg, mit Zusagen auf Strafminderung den weiteren Angeklagten Geständnisse zu entlocken, um den Kindern Aussagen zu ersparen (nach anderer Interpretation: um den unangenehmen Fall abzuschließen). „Wie das Ansbacher Gericht von den mehrheitlich intellektuell reduzierten Angeklagten Geständnisse erlangte und wie es die Verteidiger mit Strafrabatten drängte“, wurde aber auch zunehmend kritisch gesehen.
Weiterhin ergab sich eine zunehmende Stigmatisierung des ganzen Ortes Flachslanden durch verschiedene Massenmedien: Wegen der übersichtlichen Verhältnisse im Dorf stellten manche Medien die Frage, ob denn ein so umfangreicher Missbrauch unbemerkt geblieben sein könne, und stellten zumindest implizit den Ort unter den Generalverdacht der Mitwisserschaft. So bezeichnete beispielsweise „die aktuelle“ Flachslanden pauschal als „das Dorf der Kinderschänder“ und „Skandal-Dorf“. Die regionale Fränkische Landeszeitung (die ihren Mantel von den Nürnberger Nachrichten bezieht), aber auch Der Spiegel versuchten, dem entgegenzutreten. Der Bürgermeister von Flachslanden wandte sich gegen die „Verunglimpfung“ des ganzen Dorfes.
Am 25. März 1994 wurde der „Dorfarzt“ (der einzige Allgemeinmediziner im Ort) verhaftet, da er von einem missbrauchten Mädchen schwer belastet wurde. Der Arzt hatte zum Zeitpunkt der Verhaftung seine Praxis schon verkauft, um eine HNO-Praxis in Nürnberg zu übernehmen. Da er im Gegensatz zu den bisherigen Angeklagten zu den „Honoratioren“ gehörte, reagierte die Bevölkerung des von Journalisten und Fernsehteams „belagerten“ Ortes mit Unglauben – auch, da die bisherigen Angeklagten als „soziale Randexistenzen“ und „verwahrloste Außenseiterfamilie“ abgetan worden waren. Kurz darauf wurde bekannt, dass der Mediziner im Jahre 1982 wegen Abrechnungsbetrugs in Nördlingen seine kassenärztliche Zulassung zurückgegeben und seine damals zahlreichen Ämter niedergelegt hatte.
Der Mediziner, der am 30. März 1994 auch als Zeuge gehört werden sollte, stritt jede Tatbeteiligung ab und verweigerte wie der Vater der Hauptzeugin die Aussage. Dagegen legte die Mutter ein Geständnis ab. Das Prozessklima verschlechterte sich deutlich, als ein Anwalt die Gutachten über die Glaubwürdigkeit des Mädchens anzweifelte, die entsprechende Kinderpsychologin als „Hilfsorgan der Staatsanwaltschaft“ bezeichnete und den später von anderen Anwälten wiederholten Vorwurf formulierte, „daß das von mehreren Männern auf perverse Art mißbrauchte Mädchen Phantasie und Wirklichkeit nicht trennen könne und wahllos neue Vorwürfe gegen Personen aus ihrem früheren Umfeld erhebe“.
Im Oktober 1994 verurteilte das Gericht den Hauptangeklagten wegen Vergewaltigung, sexuellen Missbrauchs von Kindern und Schutzbefohlenen zu 14 Jahren Freiheitsstrafe. Das war die höchste Strafe in dem seit acht Monaten laufenden Verfahren. Der Hauptangeklagte habe seine beiden ältesten Töchter, eine Enkelin und seinen damals nicht einmal ein Jahr alten Sohn vergewaltigt oder sexuell missbraucht. Seine Frau war zuvor wegen Tatbeteiligung zu zehn Jahren Freiheitsstrafe verurteilt worden.

## Abbruch der Prozessserie
Die Jugendschutzkammer des Landgerichts Ansbach setzte am 1. März 1995 die Beiordnung des Pflichtverteidigers des 13. Angeklagten und die entsprechende Hauptverhandlung aus, was von den Medien als „einmaliger Vorgang“ bezeichnet wurde und – auch vor dem Hintergrund der gleichzeitig laufenden Wormser Prozesse – die Kritik an bestimmten Aspekten des Verfahrens wachsen ließ. Die Strafkammer meinte dagegen, der Verteidiger habe seit Beginn der Hauptverhandlung am 19. Januar 1995 „gezielt und planmäßig“ versucht, „durch eine bestimmte Verhandlungsstrategie die Durchführung eines Strafverfahrens in der Sache schlechthin zu verhindern“. Der Pflichtverteidiger hatte im Februar die Aussetzung des Verfahrens beantragt, um die Besetzungsfrage der Schöffen vom Verfassungsgericht klären zu lassen. Es gab am Landgericht Ansbach zu diesem Zeitpunkt (nach zwölf Prozessen) keine Schöffen mehr, die nicht bereits an Verurteilungen mitgewirkt hatten, was das Problem der Befangenheit aufwarf. Zuvor hatte der Anwalt auf verschiedene andere Probleme hingewiesen, unter anderem auf die zunehmende Überforderung der Kinder in der langwierigen Prozessserie. So brachte der Rechtsanwalt unter anderem eine richterliche Vernehmung der damals zwölfjährigen Hauptbelastungszeugin vor: Dem Kind, das eine Schule für Menschen mit geistiger Behinderung besuchte, waren angeblich bei einer Befragung in knapp vier Stunden 822 Fragen und Fotos vorgelegt worden. Zudem bemängelte er, dass in den gerichtlichen Vernehmungen seiner Meinung nach auch Suggestivfragen gestellt worden seien. Der Rechtsanwalt hatte mit einer Beschwerde vor dem Oberlandesgericht Nürnberg Erfolg: Die Beschlüsse der Jugendkammer auf Aufhebung der Beiordnung wurden im Mai 1995 aufgehoben.
Anfang August 1995 beschloss die Ansbacher Strafkammer, die restlichen sechs Verfahren auszusetzen, da nach einem ärztlichen Gutachten den Opfern keine weiteren Auftritte vor Gericht mehr zugemutet werden können. Ohne die Belastungszeugen erschien der Kammer eine Weiterverfolgung der Verfahren für nicht erfolgversprechend, weswegen sie sich dazu entschloss, die restlichen Anklagen und die entsprechenden Hauptverhandlungen nicht zuzulassen, darunter jene gegen die Großeltern der Opfer und gegen den „Dorfarzt“ von Flachslanden. Damit war sowohl die Möglichkeit eines Schuldspruchs wie auch die eines Freispruchs mit einhergehender Rehabilitation dieser Beschuldigten vergeben.

## Folgen
Nach einem entsprechenden BGH-Urteil kam es zu einer einzelnen erfolgreichen Revision, im Urteil sind auch Vorgaben zum Einsatz von Gerichtsgutachten enthalten. Entsprechend der generellen Einstellung der Verfahrensserie schon im Jahre 1995 (siehe oben) wurde das Verfahren gegen diesen Beschuldigten nach der Revision ebenfalls eingestellt, da nur noch ein Tatverdacht eines minder schweren Falls eines Vergehens nach § 176 Absatz 1 StGB alter Fassung bestand, das öffentliche Interesse an der Strafverfolgung konnte durch Auflagen „beseitigt“ werden (seit 2004 sieht § 176 keinen minder schweren Fall mehr vor; zum 1. Juli 2021 wurde auch der einfache sexuelle Missbrauch von Kindern als Verbrechen eingestuft, sodass eine Einstellung gegen Auflagen bei seitdem begangenen Taten nicht mehr möglich ist).
Der „Flachslanden-Komplex“ (Gisela Friedrichsen) trug dazu bei, dass die Frage nach der Verlässlichkeit von Kinderaussagen und strafprozessualen Glaubhaftigkeitsgutachten generell in die Diskussion kam. Probleme ergaben sich aufgrund der langen Prozessdauer und der damit zunehmenden Überforderung der Kinder.